# 鄭璧
鄭璧（1549年—1626年），字子良，四川成都府內江縣人，民籍。

## 生平
十二月二十五日生，行三。父亲早亡，四岁時由母亲劉氏启蒙读书。治《春秋》，由縣學附學生中式四川鄉試第六十七名舉人，年二十六歲中式萬曆五年丁丑科會試第一百三十九名，第二甲第四十四名進士。选授南京刑部广东司主事，出冤狱石应鳌、赵光于死罪，历官南京刑部郎中，十一年三月升云南臨沆道佥事。十四年丁内艰，坐前任刑部時折狱無狥同摄郎心，贬陕西同州知州。二十年擢升户部陕西司署郎中事员外郎，延绥、宁夏管粮，以其管理兵饷，节省至四十馀万，二十四年四月准升五品京堂，八月升南京尚宝司卿，二十六年七月被陕西巡按于永清弹劾，免官回籍听勘。二十八年二月奏辯，引疾乞休，奉旨准以原职致仕。
萬曆四十五年仍起复原官，署太常、光禄、鴻臚三寺，摄翰林院、国子监、應天府事。四十七年九月起升應天府府丞，天啓元年（1621年）正月升通政使司右通政，再升應天府府尹，次年黨人议起，乞休归。五年十月加南京通政使致仕。天啓六年卒，享年七十八。崇祯元年（1628年）贈南京工部右侍郎。

## 家族
曾祖鄭裕，南京鴻臚寺卿；祖鄭勉臣，儒官；父鄭彥峻；母劉氏，南京礼部侍郎劉瑞孙女。慈侍下，妻周氏，兄臺；塾，弟陞；柱；桂；棟；柄；相。
子鄭延祚，举人，官来安、霍丘知县。次子延爵，以蔭入国子监。